# تشاه الوند
تشاه الوند (بالفارسية: چاه الوند) هي قرية تقع في قسم دلغان الريفي (مقاطعة دلغان) في إيران. يقدر عدد سكانها بـ 573 نسمة بحسب إحصاء 2016.